# Stanhope (Nueva Jersey)
Stanhope es un borough ubicado en el condado de Sussex en el estado estadounidense de Nueva Jersey. En el año 2010 tenía una población de 3,610 habitantes y una densidad poblacional de 633 personas por km².

## Geografía
Stanhope se encuentra ubicado en las coordenadas 41°54′46″N 74°42′09″O / 41.91278, -74.70250.

## Demografía
Según la Oficina del Censo en 2000 los ingresos medios por hogar en la localidad eran de $63,059 y los ingresos medios por familia eran $73,203. Los hombres tenían unos ingresos medios de $49,861 frente a los $36,545 para las mujeres. La renta per cápita para la localidad era de $27,535. Alrededor del 2.2% de la población estaba por debajo del umbral de pobreza.